# Gesamtministerium Otto/Hausen
Das Gesamtministerium Otto/Hausen bildete vom 1. Dezember 1910 bis 21. Mai 1914 die von König Friedrich August III. berufene Landesregierung des Königreiches Sachsen. 
| Amt                                                                                    | Name |
| -------------------------------------------------------------------------------------- | --- |
| Vorsitzender des Gesamtministeriums, Justiz Vorsitzender des Gesamtministeriums, Krieg | Victor Alexander von Otto, 1. Dezember 1910 – 26. Juli 1912 Max von Hausen, ab 26. Juli 1912, Krieg ab 1. Dezember 1910 |
| Äußeres                                                                                | Christoph Johann Friedrich Vitzthum von Eckstädt                                                                        |
| Inneres                                                                                | Christoph Johann Friedrich Vitzthum von Eckstädt                                                                        |
| Justiz                                                                                 | Paul Arthur Nagel, ab 4. August 1912                                                                                    |
| Finanzen                                                                               | Ernst von Seydewitz |
| Kultus und öffentlicher Unterricht                                                     | Heinrich Gustav Beck |